# Catalaanse Weg

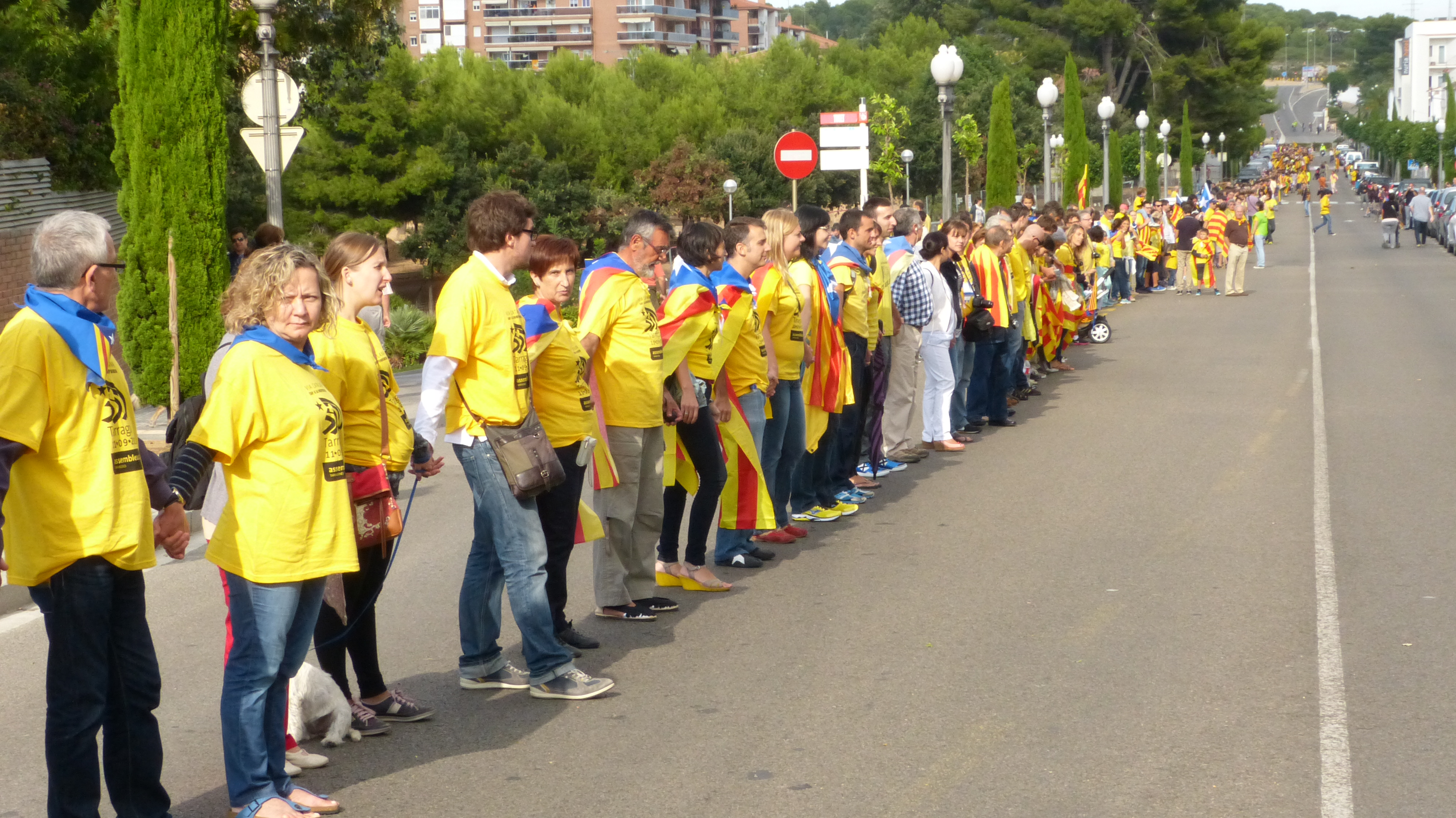
De Via Catalana op de Via Augusta in Tarragona

De Catalaanse Weg (Catalaans: Via Catalana), oftewel Catalaanse Weg naar Onafhankelijkheid (Catalaans: Via Catalana cap a la Independència), is een actie die op 11 september 2013, de Catalaanse Nationale Feestdag door de Assemblea Nacional Catalana (ANC) georganiseerd werd.

## Beschrijving
De menselijke keten volgde de oude Romeinse heerweg Via Augusta over ongeveer 480 kilometer, van de Franse grens in El Pertus tot in het uiterste zuiden Alcanar, op de grens de provincie Castelló de la Plana in het Land van València. De actiegroep Acció Cultural del País Valencià (ACPV) zorgde voor een verlengstuk in Vinaròs, waar op de brug over de Sénia, de grensrivier, de zanger Lluís Llach de hand reikte aan zijn Valenciaanse collega Carles Santos. Dit deel van de actie was oorspronkelijk verboden door de Guardia Civil en de gouverneur van de regering, omwille van mogelijke problemen voor de vele handelszaken langs het tracé, opstoppingen en vooral te grote risico's voor de persoonlijke veiligheid van de deelnemers. In een kort geding voor het Hooggerechtshof van Valencia werd de beslissing vernietigd en de betoging toegestaan met het argument dat: “het verbod van de lagere overheid geen rekening hield met het grondrecht op vrije meningsuiting.“
Aan de Franse kant van de grens verliep de manifestatie feestelijk net zoals elders zonder ongevallen of incidenten. Volgens de laatste berichten hebben meer dan 1,6 miljoen (op een totale bevolking van 7,5 miljoen) deelgenomen. Veertien niet-gouvernementele organisaties steunden het initiatief.
Volgens Carme Forcadell, de voorzitster van de ANC, is de Weg “een symbool der eenheid van het Catalaanse volk in het streven naar nationale soevereiniteit” geworden en de grootste menselijke ketting ooit. Dat laatste is overigens niet juist. De Baltische Weg blijft met een lengte van 600 km en twee miljoen deelnemers de grootste menselijke keten uit de geschiedenis.

Route van de Catalaanse Weg
in het wit: de administratieve grenzen
in het grijs: de gebieden waar Catalaans of Valenciaans gesproken wordt

## Gevolgen

### Tegenacties
Naar aanleiding van dit evenement besloot 12-O Moviment Cívic tot een tegendemonstratie op het plein van de Sagrada Família, om de eenheid van Spanje te ondersteunen en de pro-onafhankelijke keten te breken. Het Ministerie van Binnenlandse Zaken van Catalonië oordeelde dat deze demonstratie om veiligheidsredenen niet op hetzelfde moment en dezelfde plaats als de menselijke keten kon plaatsvinden. De actie kreeg weinig steun van de unionistische politieke partijen, waarna de organisatoren het evenement annuleerden en de katholieken uitnodigden in de kerk voor de eenheid van Spanje te bidden. De tegenbetoging werd naar 12 oktober 2013, de Spaanse nationale feestdag, verschoven.
Op 11 september verstoorden vijftien leden van een extreemrechtse groep, Falange, met vlaggen uit de tijd van het franquisme de officiële ceremonie in het hoofdkantoor van de Catalaanse regering in Madrid. Ze vielen de aanwezigen aan, onder wie Josep Sánchez i Llibre, lid van het Spaanse parlement, beschadigden meubilair, spoten pepperspray en riepen "Misleid ons niet, Catalonië is Spanje".

### Reacties in Spanje
De ANC eiste de dag na de Catalaanse Weg dat de Catalaanse regering een datum voor een zelfbeschikkingsreferendum zou moeten kiezen, dat "men met een ja of nee moet kunnen beantwoorden". De woordvoerder van de Catalaanse regering, Francesc Homs stelde dat er "voor het einde van het jaar een datum en een vraag moeten zijn". De vicepresidente van Spanje, Soraya Sáenz de Santamaría, zei 's anderendaags dat men naar alle Spanjaarden moet luisteren, zowel de "mensen die demonstreren als de zwijgende meerderheid die thuisgebleven was." De Spaanse minister van Buitenlandse Zaken, José Manuel García-Margallo, zei dat de Catalaanse weg "organisatorisch, logistiek en communicatief gezien een succesvolle oproep" was en voegde daaraan toe dat de huidige regering nooit een referendum over Catalonië zou accepteren.
De invloedrijke conservatieve politica Esperanza Aguirre vond het evenement verontrustend en beschouwt de Catalaanse onafhankelijkheidsbeweging, naast de hoge werkloosheid en de corruptie als de drie grootste hedendaagse problemen van Spanje.

### Internationale reacties
De woordvoerder van de Europese Commissie heeft aangegeven "veel respect" voor de Catalaanse Weg te hebben. Hij voegde eraan toe dat het bestuur van de Europese Unie zich niet kan mengen in binnenlandse aangelegenheden van de lidstaten.
De premier van Letland, Valdis Dombrovskis, zei dat hij de onafhankelijkheid zou erkennen als dit op een legale manier zou geschieden. De Spaanse regering reageerde hierop door de Letse ambassadeur in Madrid uit te nodigen om de verklaring van de Letse premier toe te lichten. Een positieve overweging over de gebeurtenis door de eerste minister van Litouwen, Algirdas Butkevičius, en toekomstige voorzitter van de Europese Unie "Elk land moet zijn eigen pad vinden en heeft zelfbeschikkingsrecht. [...] Ik verwelkom alle vreedzame manieren om eensgezindheid en zelfbeschikking te uiten" heeft tot een diplomatiek incident tussen de centrale Spaanse regering en Litouwen geleid.